# Schmidsreute
Schmidsreute ist ein Gemeindeteil des Marktes Wiggensbach im bayerisch-schwäbischen Landkreis Oberallgäu.
Der Weiler mit neun Wohnhäusern und mehreren landwirtschaftlichen Gebäuden liegt in der Luftlinie acht Kilometer westlich des Oberzentrums Kempten (Allgäu) und etwas mehr als zweieinhalb Kilometer westlich des Hauptortes Wiggensbach. In Schmidsreute befindet sich eine Kapelle, in der während der Sommermonate alle zwei Wochen ein Gottesdienst stattfand.
In der jüngeren Vergangenheit hatte Schmidsreute durch eine Volksschule, in der von 1853 bis 1968 unterrichtet wurde und die danach an Wiggensbach fiel, und eine Genossenschaftskäserei, betrieben von 1905 bis 1962, zentrale Bedeutung für die umliegenden Weiler.

## Geografische Lage
Die Kapelle St. Rita in Schmidsreute liegt 981 m ü. NHN auf einem Höhenzug, der sich Richtung Nordwesten an den Blender (1.072 m) und den Dürren Bichl (1.077 m) anschließt und später in den Hohentanner Wald übergeht. Westlich und südwestlich schließt sich das Kürnachtal und der bis zu 1.129 Meter hohe Kürnacher Wald an.

## Geschichte
Erstmals findet Schmidsreute 1346 unter den Namen Schmitzrüti oder auch auf dem Schmidsrytin Erwähnung. Gedeutet werden diese Namen als Hinweis auf die Rodung eines Schmiedes auf dem Nesselberg. Ob die Berufsbezeichnung Schmied oder der Familienname gemeint war, ist unbekannt. Der nicht mehr gebräuchliche Name Nesselberg bezeichnete vermutlich den südlichen Teil des heutigen Schmidsreute.
1853 wurde eine einklassige Schule als einstöckiges Gebäude errichtet und 1891 durch den Aufbau eines Stockwerkes erweitert.
Eine Genossenschaftskäserei wurde 1905 errichtet. In ihr wurde die Milch der umliegenden landwirtschaftlichen Betriebe verarbeitet. Die Käserei war mit zuletzt zwölf Genossenschaftsmitgliedern bis 1962 in Betrieb.
Die heutige Kapelle St. Rita in Schmidsreute wurde 1948/50 anstelle einer weiter westlich gelegenen, abgegangenen Kapelle erbaut und steht unter Denkmalschutz.
Anno 1968 wurde die aufgrund der Höhenlage im Volksmund scherzhaft als „Hochschule Schmidsreute“ bezeichnete Volksschule aufgelöst. Zeitweise wurden mehr als 40 Schüler unterrichtet, die das Haus im Winter oft nur mit Skiern oder Pferdeschlitten erreichen konnten.
1996 wurde eine 87 Meter hohe Windkraftanlage mit einer Leistung von einem Megawatt (Bezeichnung Nordex N54) errichtet. Sie war, solange sie stand, aufgrund eines sehr geringen Abstandes zur Wohnbebauung (nur ca. 250 Meter) umstritten und wäre nach aktuellen Abstandsregelungen nicht genehmigungsfähig gewesen. Im Jahr 2000 wurde auf Veranlassung des Bayerischen Landesamtes für Umweltschutz eine Langzeit-Geräuschemissionsmessung durchgeführt. Im November 2014 wurde die Windkraftanlage abgebaut.
Im Frühjahr und Sommer 2013 wurde die Straße, die die Kapelle, den nördlichen Teil von Schmidsreute sowie die benachbarten Weiler Stoffels und Burgstall erschließt, auf der bestehenden Trasse grundlegend saniert.

## Galerie

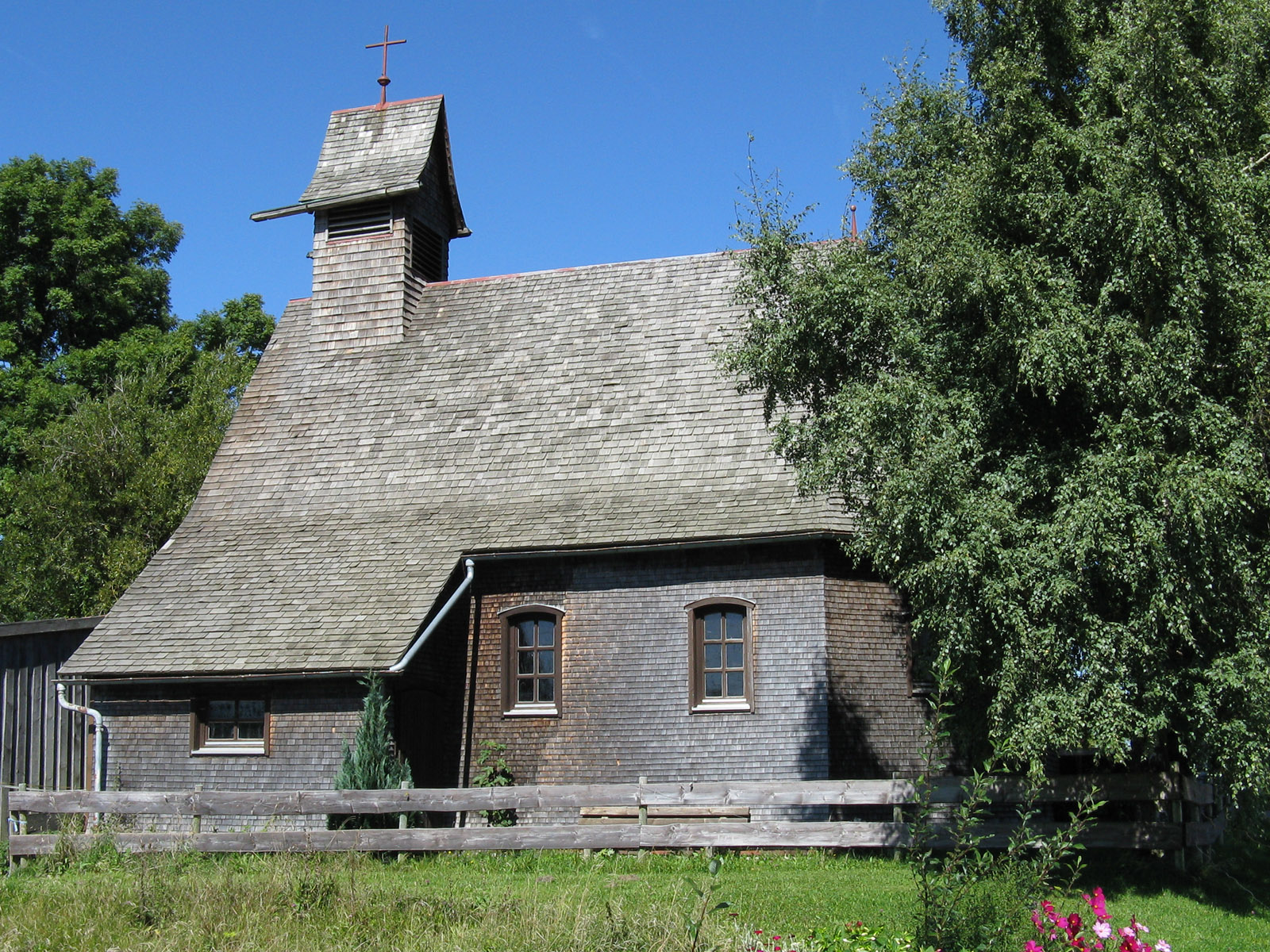
Die Kapelle von Schmidsreute
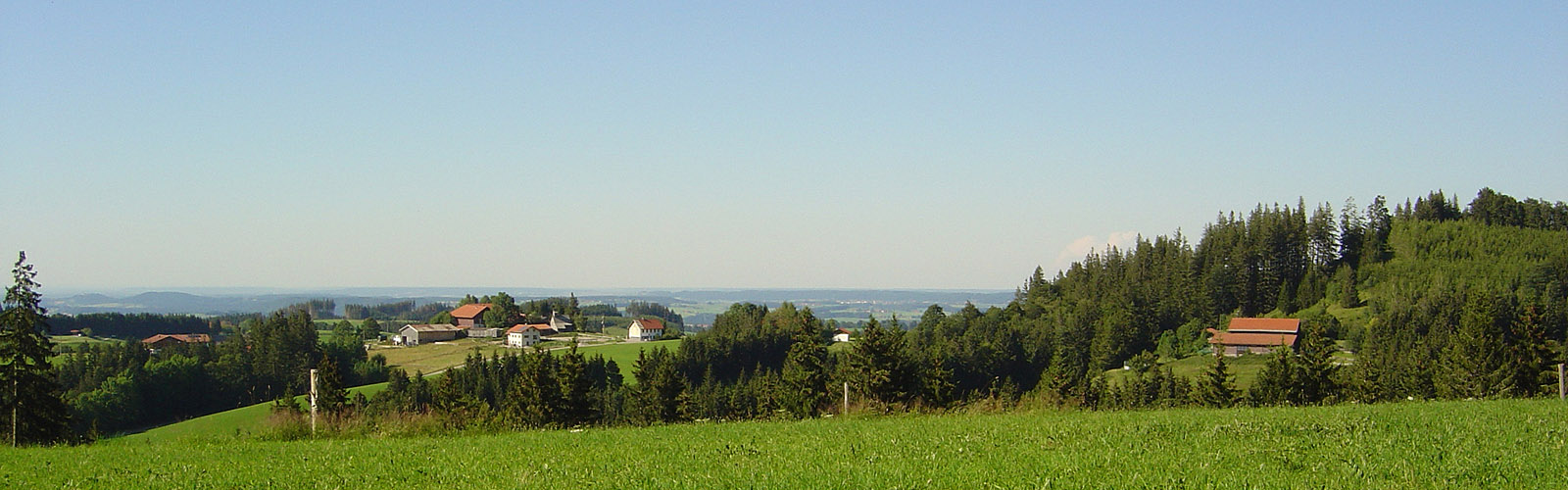
Panorama von Schmidsreute
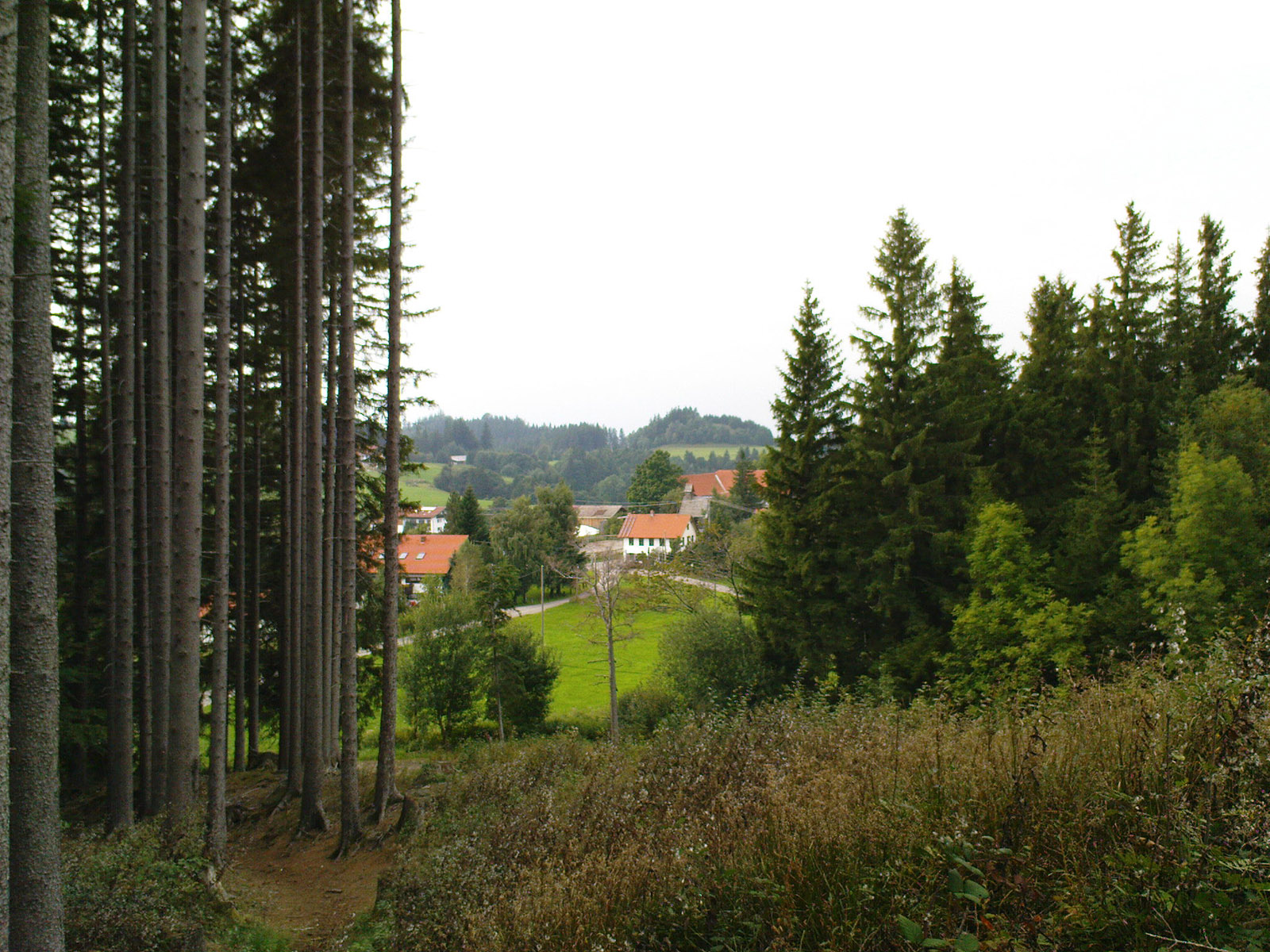
Schmidsreute
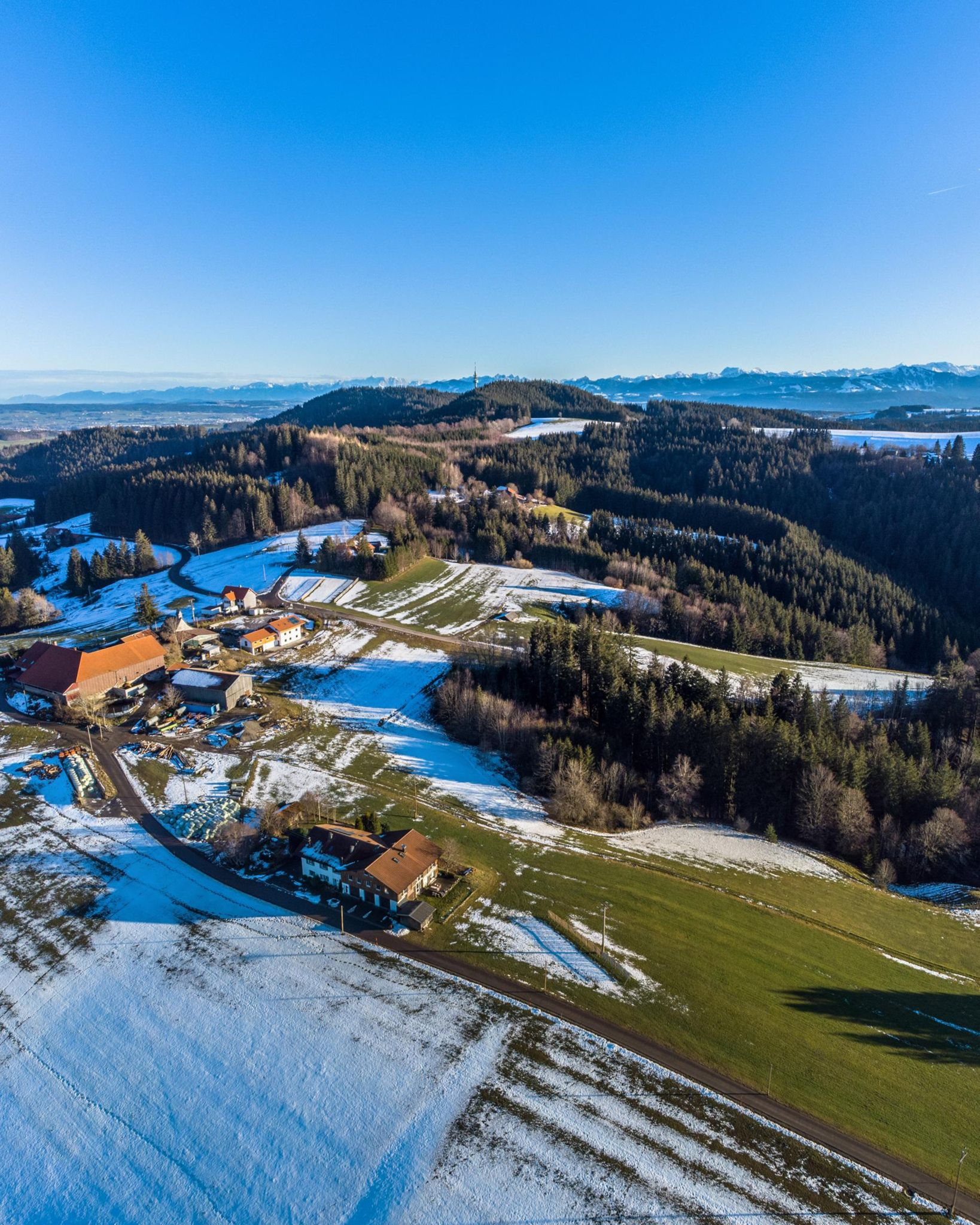
Schmidsreute mit Blick Richtung Blender
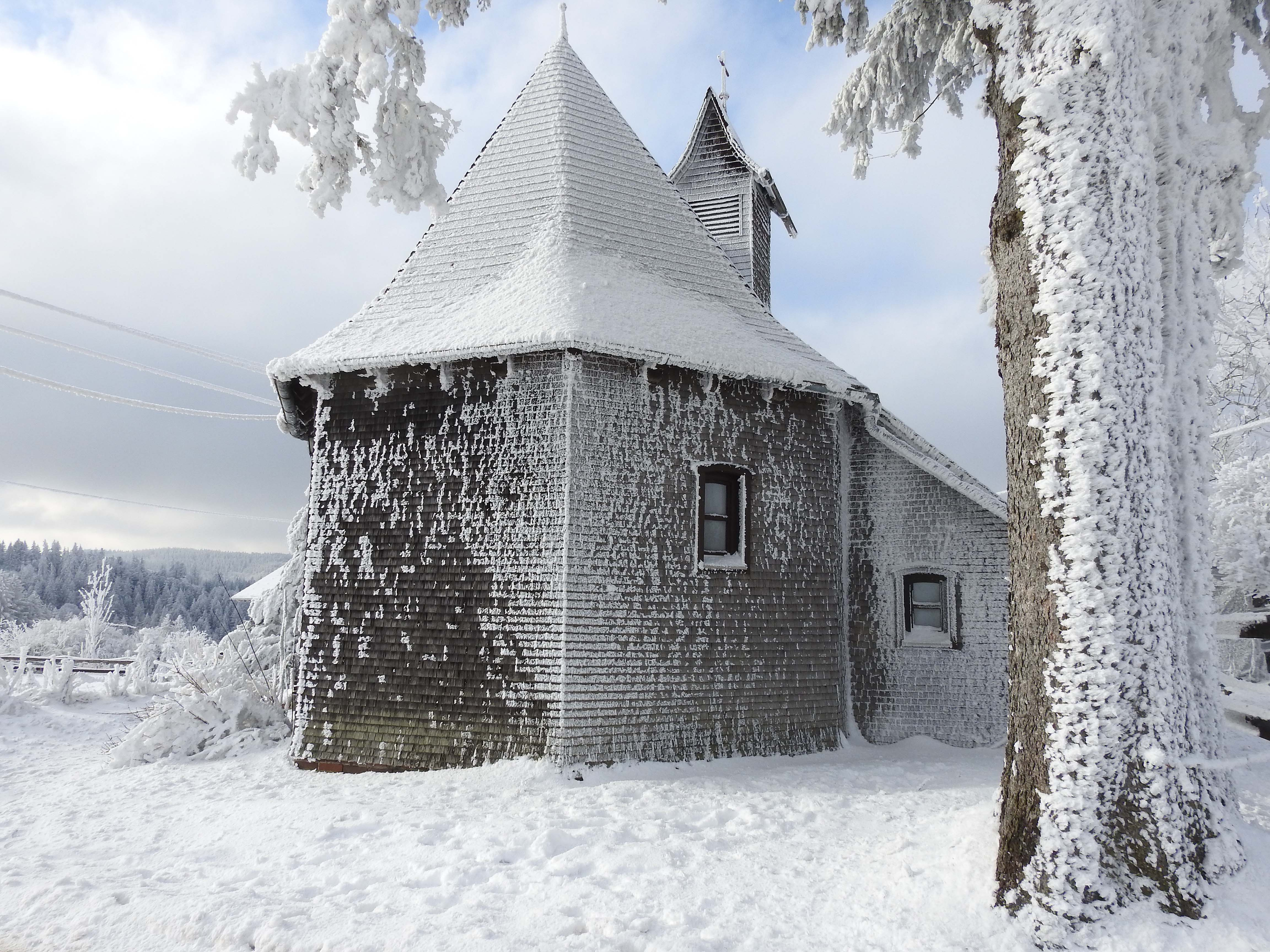
Schmidsreute - Kapelle im Winter